# Tetrabrommethan
Tetrabrommethan (auch Tetrabromkohlenstoff) ist eine chemische Verbindung aus der Reihe der Bromkohlenwasserstoffe. Bei ihm sind alle Wasserstoffatome des Methans durch Bromatome substituiert. Beide Bezeichnungen sind nach der IUPAC-Nomenklatur korrekt, abhängig davon, ob die Verbindung als organische (Tetrabrommethan) oder anorganische (Tetrabromkohlenstoff) Verbindung angesehen wird. Die Verbindung ist der vierfachsubstituierte Vertreter der Reihe der Brommethane mit Brommethan, Dibrommethan, Tribrommethan und Tetrabrommethan.

## Darstellung
Tetrabrommethan wird durch Bromierung von Methan mit elementarem Brom hergestellt. Ökonomischer ist der Halogenaustausch durch die Reaktion von Tetrachlormethan mit Aluminiumbromid bei 100 °C.

## Eigenschaften

### Physikalische Eigenschaften
Tetrabrommethan ist ein farbloser, nicht brennbarer Feststoff mit einem Schmelzpunkt von 90,1 °C, der bei Raumtemperatur in Form von monoklinen Kristallen vorliegt. Der Siedepunkt liegt bei 189,5 °C. Tetrabrommethan ist in Wasser so gut wie nicht, in unpolaren Lösungsmitteln wie Chloroform oder Toluol sehr gut löslich.
Bedingt durch die kugelförmige Gestalt des CBr4-Moleküls, hat Tetrabrommethan eine ausgesprochen hohe kryoskopische Konstante von 80 K·kg·mol−1. Das heißt, dass in CBr4 gelöste Stoffe eine recht hohe Schmelzpunkterniedrigung bewirken. Es ist deshalb als Lösungsmittel für die Methode der Molmassenbestimmung nach Rast sehr gut geeignet.
Tetrabrommethan ist polymorph, das heißt, es tritt in zwei Modifikationen (α-Modifikation und β-Modifikation) auf, die sich bei 46,9 °C ineinander umwandeln.
Die Bindungsenergie der C–Br-Bindung beträgt 235 kJ·mol−1.
Bedingt durch die hochsymmetrische tetraedrische Struktur liegt das Dipolmoment bei 0 Debye. Die kritische Temperatur beträgt 439 °C (712 K) bei einem kritischen Druck von 4,26 MPa. Nach einer anderen Quelle beträgt die Kritische Temperatur 724,8 K (451,65 °C), und der Kritische Druck 96,3 bar, entsprechend 9,63 MPa.

### Chemische Eigenschaften
Tetrabrommethan ist deutlich weniger stabil als die beiden leichteren Tetrahalogenmethane Tetrafluormethan und Tetrachlormethan. Es gibt recht leicht ein Brom-Atom ab, weshalb es als mildes Bromierungsmittel verwendet werden kann.

## Verwendung
In Kombination mit Triphenylphosphin wird CBr4 in der sogenannten Appel-Reaktion verwendet, um Alkohole in Alkylbromide umzusetzen.
Tetrabromkohlenstoff kann zur p-Dotierung von Gallium-Arsenid mit Kohlenstoff (GaAs:C) mittels Molekularstrahlepitaxie (MBE) verwendet werden.
Aufgrund seiner hohen Dichte im geschmolzenen Zustand kann Tetrabrommethan als Schwerflüssigkeit zum Trennen von Mineralien verwendet werden.